# 順口溜
順口溜是一種民間流傳的類似詩詞語句。由於欠缺文字記錄，順口溜在甚麼時代出現難以考證。但相信不會是近代才出現的白話文文體。由於要配合聲韻，不同方言的順口溜並不互通。順口溜沒有特定的句體。但由於順口溜大都反映當代社會的人民生活體驗和哲理，又或者是對社會時弊的發洩和幽默。所以一般都十分容易上口和易記。一般順口溜都是佚名創作，但流傳廣泛。由於夾雜語流行，近代部分的順口溜甚至配有合韻的外國語言。
粤语職場順口溜例句：
愛上老細，九成乞米。 【愛上老闆，九成討飯。（與老闆談戀愛很容易被解僱）】
愛上公司，肯定白痴。
老細敘頭，梗有計謀。 【老闆閒聊，定有計謀。（老闆和你閒聊，肯定不懷好意）】
老友握手，梗有人走。 【老友握手，定有人走。（老友之間相互握手，表示其中肯定有一人要離開公司了）】
一代鐘神，夠鐘走人。 【到了下班時間就離開，形容不加班的職員】
煩事皆因強出頭，閃埋一邊樂悠悠。 【煩事皆因強出頭，躲到一邊樂悠悠。】
公家不如大家，大家不如私家。
大數變小數，小數當無數。
兩成當發生，五成當係真。【兩成當發生，五成當成是真的。】
天生庸材亦有用，捱你唔死一世窮。
信佢一成，雙目失明。【即使只信他說話的10%，也會雙目失明。】
這是工作基層階級對工作上的體會描述。反映當代一種較負面、無奈的處事態度。